# Castor veterior
Castor veterior – wymarły gatunek gryzonia z rodziny bobrowatych opisany naukowo po raz pierwszy przez brytyjskiego zoologa sir Raya Lankestera w 1864 roku. Kopalne szczątki przedstawicieli gatunku odkryto w pokładach krzemionkowych skał okruchowych we wsi Sutton w Anglii, w hrabstwie Suffolk, w dystrykcie East Suffolk, na terenie plioceńskiej formacji Red Crag.